# Jak Bushati
Jak Bushati (Shkodër, 7 de julio de 1890-Lezhë, 12 de septiembre de 1949) fue un presbítero católico, que como mártir murió bajo tortura por no apostatar y mantener su fe católica, en Shkodrë, de la Albania comunista y atea del régimen de Enver Hoxha beatificado por el Papa Francisco. Es parte del grupo de treinta y ocho mártires de Albania beatificados. La Iglesia católica lo conmemora el 12 de febrero.

## Primeros Años
Hijo de familia conocida de Shkoder, bautizado en agosto de 1890. Estudió filosofía y teología con los Hermanos Menores franciscanos de su ciudad natal, en agosto de 1905 para luego inscribirse en el Seminario local. Fue ordenado sacerdote el 19 de mayo de 1915 y celebró su primera misa en su ciudad el 29 de mayo de 1915.
Fue párroco por 26 años en varias localidades Ndrefana y Gëziq del distrito montañoso de Mirdita, donde se distinguió por sus acciones de reconciliación y perdón entre sus fieles. Mirdita se convirtió en un centro de resistencia ciudadana contra el comunismo. Hubo numerosas acciones de represalias en su contra y contra los habitantes de la región, sin embargo, no cedieron ni sus sacerdotes tampoco.
En el año 1946 Jak fue trasladado a Kallmet, en la diócesis de Lezhë, con obispo vacante. Estuvo tres años ahí, prestado su ministerio, por lo que fue querido y respetado por su comunidad, por sus virtudes, las cuales para la gente eran evidentes. Bushati decía: “El rosario es el arma más poderosa en manos del hombre”.
Albania el país de las Águilas, fue uno de los países europeos que vivió, el comunismo maoísta con Enver Hoxha. El régimen masacró obispos, sacerdotes, frailes, monjas y laicos, entre 1945 a 1952.
En abril de 1949, fue acusado falsamente de haber protegido agitadores extranjeros contrarios al gobierno, por lo que fue arrestado en la sede de la policía secreta en Lezhë y torturado varias veces al día, por los guardias donde le pedían que renunciara a su fe cristiana a lo que se negó. Lo colgaron de un árbol durante varios días, le aplicaron barras de hierro calientes, le incrustaron trozos de madera bajo las uñas, lo golpearon con un látigo. Producto de ello es que quedó irreconocible por los maltratos sufridos, por lo que falleció sin ser juzgado, el 12 de septiembre de 1949. Su cadáver fue arrojado a un pantano cerca de la ciudad de Lezhe. Sus restos mortales fueron trasladados del cementerio católico a la catedral de Scutari.

## Beatificación
Fue beatificado el 5 de noviembre de 2016, en Shkoder, durante la celebración de la Eucaristía, en Shkodra. Catedral de San Esteban, por el cardenal Angelo Amato, prefecto de la Congregación para las Causas de los Santos y autorizado por el Papa Francisco, como parte del grupo de los 38 mártires de Albania en los cuales se investigó y concluyó el proceso canónico considerándolos mártires. Su festividad se celebra el 12 de febrero. La Iglesia de Albania por ello se inscribe, por pleno derecho, en la lista de honor del martirologio del siglo XX. El clero católico se distinguió por su fe, su patriotismo y su cultura. 